# مبارك الحديبي
مبارك الحديبي (1946 - 2018)، شاعر كويتي، من أشهر شعراء الأغنية الكويتية منذ مطلع الستينات من القرن الماضي. أثرى المكتبة الغنائية الكويتية بالكثير من الأغاني المنوعة والسامريات التي لاقت إعجابًا وقبولا لدى المستمعين؛ لسهولة لفظها ورقة معانيها وأصالتها المستمدة من التراث الكويتي العريق، والذي حافظ عليه الحديبي ووظفه بصورة لائقة في العديد من أغانيه، فلاقت استحسانا لدى كل المطربين الذين تعاون معهم سواء المخضرمين أو الجدد، ولحن قصائده كبار الملحنين الكويتيين والخليجيين.

## حياته وسيرته الفنية
ولد الشاعر مبارك محمد راشد الحديبي عام 1946 في الكويت، وعاش طفولته في أحضان حي المرقاب وهو أحد أوائل الكويتيين الذين عملوا في الأجهزة الإعلامية الحكومية حيث اكتشف خلال عمله بوزارة الإعلام أن لديه موهبة فنية لكن لم يكن قادرا على تحديدها هل هي التلحين أو تأليف أغان أو أنه مستمع ذو ذائقة عالية فاستمرت هذه الحالة معه فترة، وفي ستينيات القرن الماضي أصبح الحديبي عضوا في جمعية الفنانين الكويتيين وشارك في مسيرة مجلس الإدارة لسنوات وفي الثمانينيات اختير عضوا في لجنة إجازة نصوص الأغاني وتم تكريمه من قبل وزارة الإعلام ومجموعة (تقدير) الشبابية التطوعية عام 2013 ، وبدأ الشاعر محاولات عكست مشاعره وهكذا اكتشف ميله إلى كتابة الشعر فراح يكتب ويطلع صديقه أحمد الدخيل فحسب على أشعاره وبعد فترة بدأ أصدقاؤه يتعرفون إلى موهبته في كتابه الشعر الغنائي، وبعد ذلك التقى الراحل بالفنان القدير عوض دوخي في الإذاعة الكويتية واستمع إلى كلمات أغنية (ليلي أنا سهران) وأجيزت فكانت الخطوة الأولى نحو الاحتراف، وتعتبر أغنية (أودعك) بصوت الفنان الراحل حسين جاسم وألحان الفنان عبدالرحمن البعيجان بداية انطلاقة مبارك الحديبي كمؤلف أغان ومن بين أشعاره أغنية (صادني) للفنان نبيل شعيل وأغنية (منسية) و(مباركين) للفنانة عائشة المرطة وأغنية (قلبي ارتجف) للفنان غريد الشاطئ وأغنية (شفتك) للفنان عبدالكريم عبدالقادر.

## وفاته
توفي يوم الخميس الموافق 27 سبتمبر 2018، وشُيّعت جنازته إلى مقبرة الصليبيخات يوم الجمعة 28 سبتمبر 2018.